# وادي محرس
وادي مَحْرَس أو وادي مهرس أو وادي مهراس هو واد غير دائم الجريان، يقع غربيّ البحر الميت وهو أحد أودية النقب الشماليّ يبدأ بالقرب من خشم صفرة خلند على ارتفاع 540م، يسير باتجاه الجنوب الشرقيّ ويمرّ بأراضي الجهالين، ويبلغ طول مجرى الواد 12كم، ويبلغ طول أجرانه 3.5م، ويصبّ في الشاطئ الغربيّ للبحر الميت.